# سوشیال لاگین
سوشیال لاگین یا ورود با اکانت شبکه اجتماعی که با نام social sign-in نیز شناخته می‌شود، نوعی از ورود انفرادی با استفاده از اطلاعات شخصی موجود از یک سرویس شبکه اجتماعی مانند اینستاگرام، فیس بوک، توئیتر یا گوگل پلاس جهت ورود به یک سایت دیگر؛ به جای ایجاد یک حساب کاربری مخصوص برای آن سایت است. این سرویس برای ساده‌سازی ورود کاربران وب‌سایت و نیز ارائه اطلاعات آماری مطمئن‌تر برای صاحبان آن وب‌سایت است.

## ورود از طریق حساب کاربری شبکه‌های اجتماعی چگونه کار می‌کند؟
لاگین با اکانت شبکه اجتماعی، ورود به یک یا چند سرویس شبکه اجتماعی را معمولاً با استفاده از یک افزونه یا اپلیکیشن به یک سایت ارتباط می‌دهد. با انتخاب سرویس شبکه اجتماعی مطلوب، کاربران به سادگی از استفاده از آن استقبال می‌کنند. این سرویس نیاز به بخاطر سپاری نام کاربری و رمزعبور برای ورودبه سایت‌های مختلف را از بین می‌برد و در عین حال اطلاعات آماری واحدی را که سرویس شبکه اجتماعی ارائه می‌دهد، به مالکان سایت نمایش می‌دهد.
بسیاری از سایت‌هایی که ورود با اکانت شبکه اجتماعی ارائه می‌دهند، برای کسانی که حسابی در سرویس شبکه‌های اجتماعی ندارند ویا تمایلی به ورود با شبکه اجتماعی خود ندارند، ثبت نام آنلاین سنتی نیز ارائه می‌دهند.

## کاربرد این سرویس چیست؟
ورود با اکانت شبکه اجتماعی می‌تواند به عنوان یک سیستم تأیید اعتبار با استفاده از استانداردهایی مانند OpenID یا SAML به کار رود. در سایت‌هایی که پیشنهاد عاملیت اجتماعی به کاربران می‌دهند، سوشیال لاگین اغلب با استفاده ازاستاندارد OAuth به کار گرفته می‌شود.
از آن جا که سوشیال لاگین می‌تواند به سایت‌های شرکتی تعمیم یابد، اکثریت شبکه‌های اجتماعی و ارائه دهندگان هویت مبتنی بر مشتری، امکان خود اظهاری هویت‌ها را فراهم می‌کند. به این علت، این سرویس معمولاً برای کاربردهای سخت گیرانه و شدید امنیتی مانند بانکداری یا بهداشت به کار نمی‌رود.

## مزایای سوشیال لاگین
مطالعاتی که در زمینه طراحی سایت به عمل آمده، نشان داده‌اند که انواع ثبت‌نام در سایت‌ها بسیار ناکارامد هستند، چون بسیاری از افراد داده‌های اشتباه ارائه می‌دهند، یا اطلاعات ورود خود را فراموش می‌کنند یا به سادگی ثبت‌نام را در همان ابتدا رد می‌کنند. یک مطالعه انجام شده در سال ۲۰۱۱ توسط Janrain و Blue Research نشان داد که ۷۷درصد از مشتریان، ورود توسط اکانت شبکه‌های اجتماعی را به عنوان وسیله‌ای برای تأیید اعتبار در سایت‌های مختلف انتخاب می‌کنند.

## مزایای دیگر این سرویس
محتوای هدف: سایتها می‌توانند داده‌های اجتماعی نمایه‌ای و نموداری را برای رسیدن به محتوای شخصی کاربر به دست آورند. این شامل اطلاعاتی مانند ایمیل، محل زندگی، علایق، فعالیت‌ها ودوستان است. با این حال، این اطلاعات می‌تواند مسائل امنیتی ایجاد کند و منجر به محدود شدن دیدگاه‌ها و گزینه‌های موجود بر اینترنت شود.
هویتهای متعدد: کاربران می‌توانند با هویت‌های اجتماعی متعدد به سایت‌ها وارد شوندکه باعث می‌شود هویت آنلاین خود را بهتر کنترل کنند.
داده‌های ثبت نام: بسیاری از سایت‌ها، اطلاعات حاصل از سوشیال لاگین را به جای وارد کردن اطلاعات قابل شناسایی شخصی هر کاربر در فرم‌های وب به کار می‌برند. این امر می‌تواندبه‌طور بالقوه، فرایند عضویت یا ورود را سرعت بخشد.
ایمیل از پیش تأیید شده:
ارائه دهندگان هویت که از ایمیل‌هایی مانند گوگل یا یاهو پشتیبانی می‌کنند، می‌توانند آدرس ایمیل کاربر را به سایت شخص ثالث ارجاع دهند تا از عرضه یک آدرس ایمیل ساختگی در حین فرایند عضویت جلوگیری کنند.
مرتبط ساختن حساب:
از آن جا که ورود با کمک اکانت شبکه‌های اجتماعی می‌تواند برای تأیید اعتبار به کار رود، بسیاری ازسایت هابه کاربران قدیمی اجازه می‌دهند تا حساب کاربری موجود خود را با حساب سوشیال لاگین، بدون اجبار به عضویت، مرتبط سازند.
یک پژوهش توسط فیس بوک نشان داد که کاربرانی که با استفاده از حساب فیس بوک به سایت مورد نظرشان داخل پیدا می‌شوند، زمان بیشتری را در این سایت صرف می‌کنند، که به این معنی است که استفاده از روش می‌تواند در افزایش مدت زمان حضور کاربر در سایت مفید باشد.
یکپارچه سازی سوشیال لاگین:
افزونه‌های سرویس لاگین با اکانت شبکه‌های اجتماعی با بسیاری از پلت فرم‌های موجود مانند وردپرس سازگار است و در دسترس توسعه‌دهندگان وب است. شرکت‌هایی مانند Gigya، Janrain، Oneall.com، Lanoba.com و loginradius نیز خدمات سوشیال لاگین را با کاربری واحد برای توسعه‌دهندگان وب ارائه می‌دهند. این شرکت‌ها می‌توانند دسترسی به این سرویس را تا ۲۰ سایت شبکه اجتماعی یا بیشتر فراهم کنند.

## فهرست سایت‌های استفاده‌کننده از سوشیال لاگین
- ای‌اوال
- فیس‌بوک
- گوگل پلاس
- لینکدین
- مای‌اسپیس
- وی‌کی
- توییتر
- یاهو!
- سینا ویبو
- وردپرس
- پی‌پل